# Душанка Динић Кнежевић
Душанка Динић Кнежевић (Доња Речица код Прокупља, 30. новембар 1935 — Нови Сад, 2. април 2005) (по ранијем правопису Динић-Кнежевић) била је српска и југословенска историчарка. У свом раду највише се бавила средњовековном историјом Дубровника и околних југословенских земаља.

## Биографија
Рођена је 30. новембра 1935. године у месту Доња Речица крај Прокупља, у Краљевини Југославији (данашња Србија). Основну школу је завршила у родном месту, а гимназију у Прокупљу. Дипломирала је историју у Београду 1958. године, магистрирала је 1960. године са радовима: "Утицај куге 1348. године на привреду Дубровника" и "Српска деспотовина према Турцима од пада Цариграда до опсаде Београда (1453–1456)", а докторирала на Филозофском факултету у Новом Саду 1965. године, код академика Ђорђа Сп. Радојчића, са темом "Положај жена у Дубровнику и Србији у XIII и XIV веку".
Радила је на Филозофском факултету у Новом Саду од 1960. године, где је 1979. бирана у звање редовног професора.
Бавила се средњовековном историјом Дубровника и односима са земљама у залеђу. Велики део њених радова посвећен је привредној историји. Прва је у нашој историографији монографски обрадила положај жене у средњовековној Србији и Дубровнику.

## Важнији радови
- Динић-Кнежевић, Душанка (1964). „Прилог проучавању покрета Јована Ненада”. Годишњак Филозофског факултета у Новом Саду. 7 (1962-1963): 21—29.
- Динић-Кнежевић, Душанка (1974). Положај жена у Дубровнику у XIII и XIV веку. Београд: САНУ.
- Динић-Кнежевић, Душанка (1982). Тканине у привреди средњовековног Дубровника. Београд: САНУ.
- Динић-Кнежевић, Душанка (1986). Дубровник и Угарска у средњем веку. Нови Сад: Институт за историју.
- Динић-Кнежевић, Душанка (1988). „Словенски живаљ у урбаним насељима средњовековне јужне Угарске”. Зборник Матице српске за историју. 37: 7—42.
- Динић-Кнежевић, Душанка (1995). Миграције становништва из јужнословенских земаља у Дубровник током средњег века. Нови Сад: Огранак СНУ; Филозофски факултет.
- Динић-Кнежевић, Душанка (1995). „Становници из босанске државе у Дубровнику у средњем веку”. Босна и Херцеговина од средњег века до новијег времена. Београд: Историјски институт. стр. 159—170.
- Динић-Кнежевић, Душанка (1996). „Наша критичка историографија о српском живљу на подручју данашње Војводине у средњем веку”. Зборник Матице српске за историју. 54: 193—230.
- Динић-Кнежевић, Душанка (1997). „Становништво средњовековног Дубровника: етнички састав”. Историјски часопис. 42-43 (1995-1996): 33—47.
- Динић-Кнежевић, Душанка (1997). „Иларион Руварац о Србима у средњовековној Угарској”. Браћа Руварац у српској историографији и култури. Нови Сад; Сремска Митровица: Огранак САНУ; Музеј Срема. стр. 61—70.
- Динић-Кнежевић, Душанка (1998). „Жене из српских земаља у средњовековном Дубровнику”. Десети конгрес историчара Југославије: Зборник радова. Београд: Завод за уџбенике и наставна средства. стр. 357—363.
- Динић-Кнежевић, Душанка (2002). „Становништво са поседа Косача у средњовековном Дубровнику”. Српска проза данас: Косаче - оснивачи Херцеговине. Билећа-Гацко: Просвјета. стр. 477—493.
- Динић-Кнежевић, Душанка (2002). „Јован Рајић о Србима на подручју данашње Војводине до првих деценија XVI века”. Јован Рајић: историчар, песник и црквени великодостојник. Нови Сад: Огранак САНУ; Епархија бачка; Платонеум; Архив Војводине. стр. 135—144.